# Andrea Nugent
Andrea Nugent (n. 1 noiembrie 1968, Montréal, provincia Québec, Canada) este o înotătoare canadiană, medaliată olimpică. A participat la 2 ediții ale Jocurilor Olimpice (1988, 1992) în care a câștigat două medalii de bronz.